# تپه سرمست ۱
تپه سرمست ۱ مربوط به دوره نوسنگی - ایلام - سده‌های میانه دوران‌های تاریخی پس از اسلام است و در شهرستان کرمانشاه، بخش کوزران، دهستان سنجابی، روستای چقا گلینه علیا واقع شده و این اثر در تاریخ ۲۶ اسفند ۱۳۸۶ با شمارهٔ ثبت ۲۱۷۸۵ به‌عنوان یکی از آثار ملی ایران به ثبت رسیده است.